# Gastrochaena ovata
Gastrochaena ovata är en musselart som beskrevs av G. B. Sowerby I 1834. Gastrochaena ovata ingår i släktet Gastrochaena och familjen Gastrochaenidae. Inga underarter finns listade i Catalogue of Life.